# 瓦爾特·魏斯
瓦爾特-奧托·魏斯（德語：Walter-Otto Weiß，1890年9月5日—1967年12月21日）是一位德國陸軍將領，最高軍階為大將，曾於第二次世界大戰擔任北方集團軍司令。

## 生平
魏斯出生於一個軍人和農民組成的家庭，其祖先自18世紀遷至東普魯士生活，為騎兵上尉理查德·魏斯（Rittmeister Richard Weiß）與安娜（Année Reisch）之子。1918年，魏斯與伊麗莎白·海恩（Elisabeth Heyn）結婚，兩人育有兩子，長子赫爾穆特 （Helmut）出生於1920年，年幼時因意外事故去世，次子瓦爾特（Walter）出生於1922年，同樣從軍。
1897年至1901年，魏斯就讀於羅森堡的一所私立學校，畢業後加入陸軍幼年學校，1908年以少尉軍階至普魯士陸軍第59「希勒·馮·加特林根」（第4波森省）步兵團任官。1909年晉升中尉。1914年起，魏斯任第3營副官，參與了第一次世界大戰，還曾參與過坦能堡會戰，並負傷。大戰期間，魏斯被派往波蘭、加利西亞、俄羅斯和東南歐各戰區，並擔任多次參謀職務。1915年7月24日，魏斯晉升少尉，1918年7月15日再晉升上尉。由於戰爭期間的工作表現，魏斯被授予兩級鐵十字勳章、奧地利三級戰功勳章、新月勳章和保加利亞軍官級佩劍勳章。
戰爭結束後，魏斯服役於東部邊防軍，並在1919年留任於威瑪共和國的防衛軍。起初魏斯被派往柏林的國防部工作。從1919年到1921年，魏斯在西普魯士和東普魯士擔任德國-波蘭邊界劃定委員會成員。隨後他被調到拉斯滕堡的第2步兵團，擔任第11營的連長。從1922年起，他負責柯尼斯堡第1軍區的阿勃維爾情報站工作，向柏林國防部的阿勃維爾提供資訊交換，其任務還包括對未來的敵人及其領土進行情報偵察、保護德國的軍事設施、避免軍事經濟被間諜活動滲透、監視跨越德國邊界的郵件、電報和無線電通信。
1924年春天，魏斯調到第1步兵師的參謀部，後來擔任連長派至奧佩爾恩、布雷斯勞、明斯特和柏林。1931年6月1日，魏斯晉升少校。1933年起，魏斯擔任駐什未林的第2步兵營作戰參謀。1934年9月1日，魏斯晉升中校，1937年3月1日晉升上校。1938年5月至1939年7月，任第1步兵團團長。1939年9月1日起，魏斯擔任第1軍參謀長，並於同日被提升為少將。1940年12月15日，任第97輕裝師師長。1941年1月15日，任第26步兵師師長，從1942年7月1日，任第27軍軍長。1942年8月1日，晉升中將。1942年9月1日，晉升步兵上將。1943年2月3日，任第2軍團司令。1944年1月30日，晉升大將。1945年3月12日至4月5日，魏斯任北方集團軍司令。由於與「元首」阿道夫·希特勒發生爭執，魏斯被調到陸軍總司令下的元首預備隊。1945年5月初，魏斯被美軍俘虜，先後被關押至新乌尔姆和達豪集中營，直到1948年3月獲釋。

## 榮譽
- 1914年式鐵十字勳章一級（1914年12月15日）與二級（1914年9月9日）[2]
- 1939年式帶扣鐵十字勳章一級（1939年10月2日）與二級（1939年9月19日）[2]
- 金級德國十字勳章（1943年2月19日）[3]
- 橡葉騎士鐵十字勳章
  - 騎士鐵十字勳章（1941年9月21日）[4]
  - 橡葉騎士鐵十字勳章（1944年11月5日）[4]

## 註腳
1. ↑  Lexikon
2. 1 2  Thomas（1998年），第429页
3. ↑  Patzwall & Scherzer（2001年），第504页
4. 1 2  Scherzer（2007年），第776页